# Проведель, Иван
Иван Прове́дель (итал. Ivan Provedel; род. 17 марта 1994, Порденоне, Фриули-Венеция-Джулия) — итальянский футболист, вратарь клуба «Лацио».

## Клубная карьера
До 15 лет играл на позиции нападающего, но после прихода в академию «Удинезе» стал вратарём. В 2012 году стал игроком молодёжного состава «Кьево». Впервые попал в заявку команды на матч чемпионата Италии против «Лацио». В сезоне 2013/14 выступал в аренде за клуб «Пиза» в Высшем дивизионе Профессиональной лиги. 13 октября 2013 года дебютировал за клуб в матче против «Перуджи».
Летом 2017 года был продан «Эмполи»; сумма трансфера составила 1,2 млн евро. 22 января 2020 года был арендован клубом «Юве Стабия». 7 февраля 2020 забил мяч, сравнял счёт в матче против «Асколи».
5 октября 2020 года подписал контракт со «Специей». 

### Лацио
В августе 2022 года подписал соглашение с «Лацио». Дебютировал 14 августа в матче против «Болоньи» после удаления Луиша Машимиану. В сезоне 2022/23 был признан лучшим вратарём серии А.
19 сентября 2023 года отметился голом, забив головой после навеса в концовке дебютного матча в Лиге чемпионов УЕФА против мадридского «Атлетико» (1:1).
По итогам 2023 года был признан лучшим игроком «Лацио».

## Карьера в сборной
Сыграл 5 матчей за сборную Италии до 20 лет.
16 сентября 2022 года получил первый вызов в национальную сборную Италии — на матчи Лиги Наций УЕФА против Англии и Венгрии, однако на поле не вышел.

## Семья
Родился в провинции Порденоне в семье русской и итальянца. Считает себя и русским, и итальянцем одновременно. 
Отец — Венанцио Проведель, занимался мебелью. Умер в 2016 году в возрасте 82 лет.
Мать — Елена Калинина из Москвы. Её родители жили на одной улице и общались со знаменитым советским вратарём Львом Яшиным.
Есть сын Александр.